# Slum
 Ovo je glavno značenje pojma Slum. Za selo u Istri, kod Buzeta pogledajte Slum (Lanišće).
Slam predstavlja kaotično područje nekog grada koje ima lošu socijalnu, ekonomsku i estetsku formu.